# Xanthorhoe paradelpha
Xanthorhoe paradelpha là một loài bướm đêm trong họ Geometridae.